# إميليانو غوميز
إميليانو غوميز (بالإسبانية: Emiliano Gómez)‏ هو لاعب كرة قدم مكسيكي، ولد في 2 مارس 1991.

## روابط خارجية
- إميليانو غوميز على موقع قاعدة بيانات كرة القدم.إي يو (الإنجليزية)
- إميليانو غوميز على موقع Soccerway.com (الإنجليزية)